# Antarut
Antarut (en armenio: Անտառուտ; hasta 1949, Inaklu) es un municipio en la provincia de Aragatsotn en Armenia.

## Localización
Se ubica sobre la carretera H20 que une Ashtarak con el monte Aragats.

## Historia
El municipio fue fundado en la segunda mitad del siglo XIX y tiene antiguos jachkares.

## Demografía
En 2009 tenía 254 habitantes.

### Evolución demográfica
Evolución demográfica de Antarut:
| Año        | 1873 | 1886 | 1914 | 1939 | 1959 | 1970 | 1979 | 2001 | 2004 |
| Habitantes | 92   | 139  | 269  | 216  | 265  | 186  | 228  | 225  | 326  |